# Світ обертається (Цілком таємно)
Світ обертається (El Mundo gira) — одинадцята серія четвертого сезону американського науково-фантастичного телевізійного серіалу «Цілком таємно». Прем'єра в мережі «Фокс» відбулася 12 січня 1997.
Епізод не належить до «міфології серіалу».
Серія за шкалою Нільсена отримала рейтинг домогосподарств «Нільсена» 13.3, його переглянули 22.37 мільйона людей у своєму початковому ефірі.

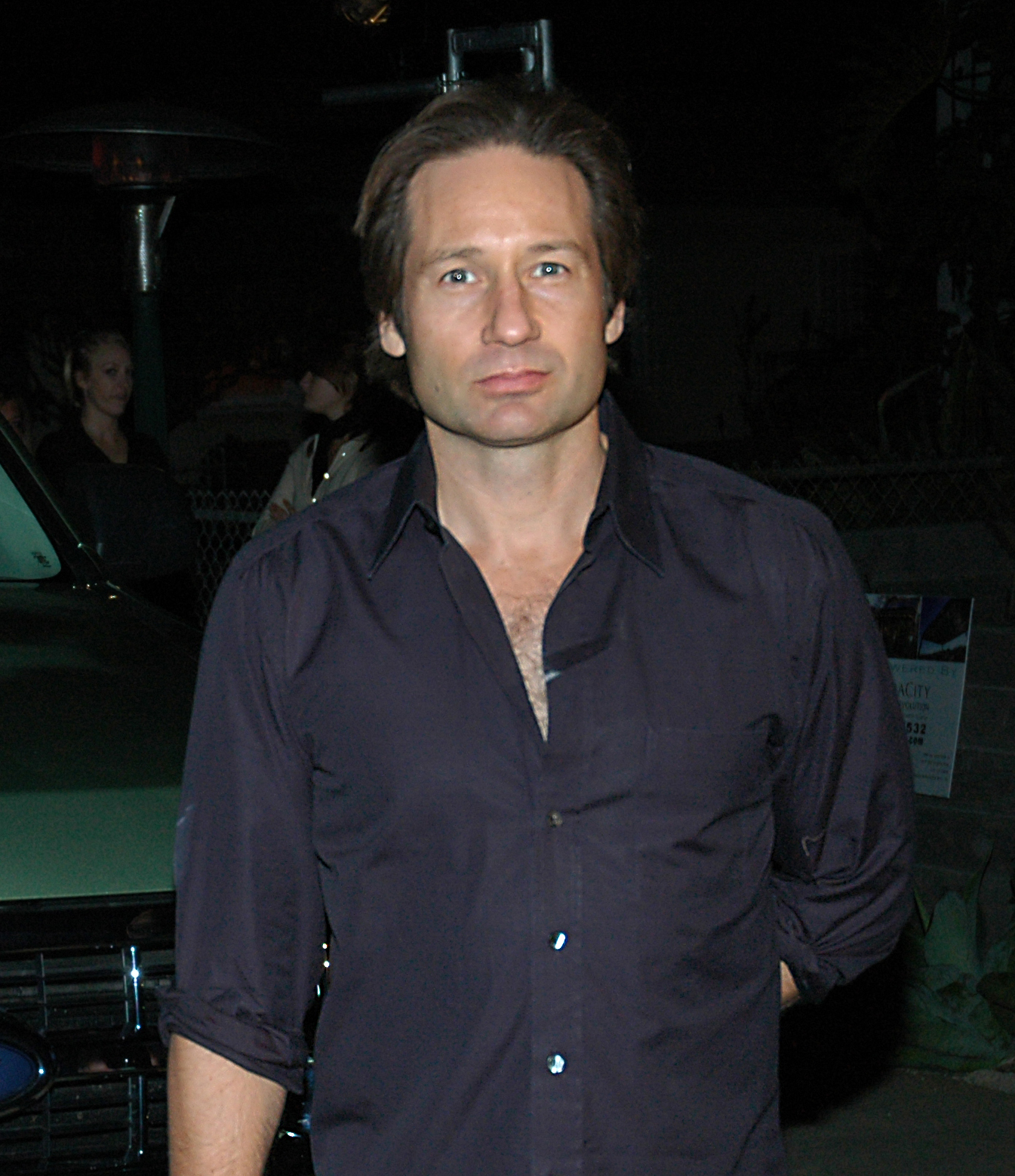

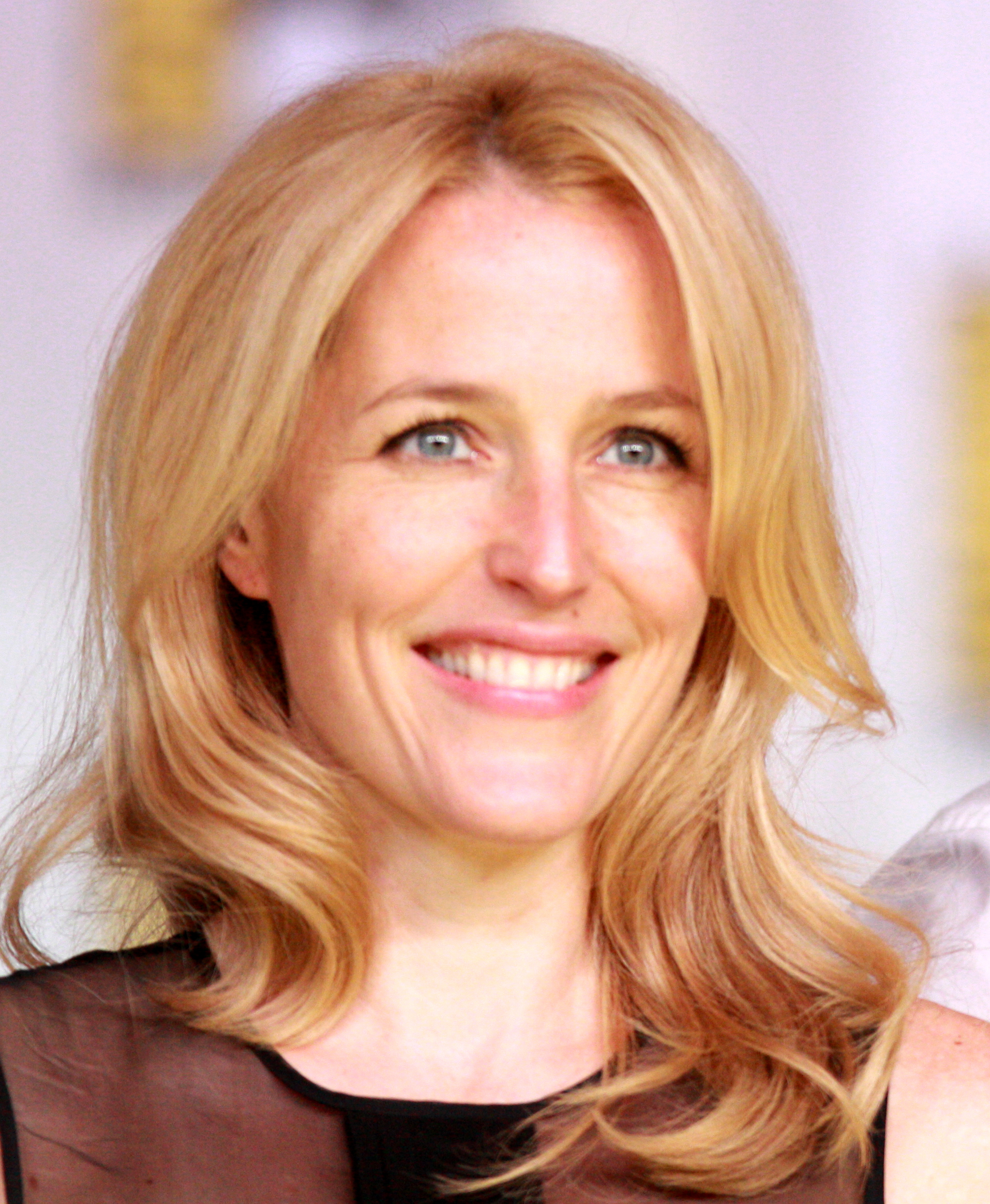

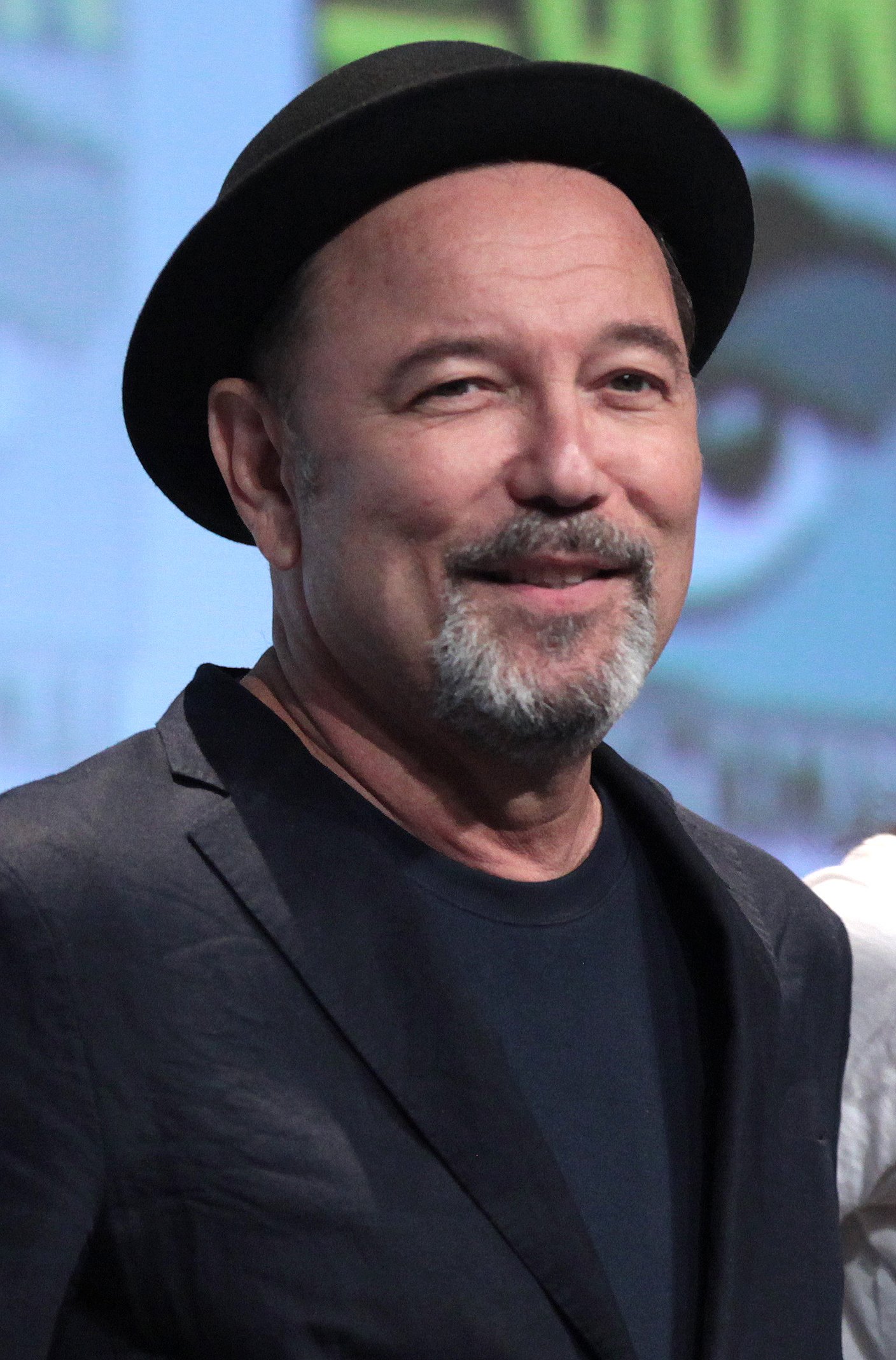

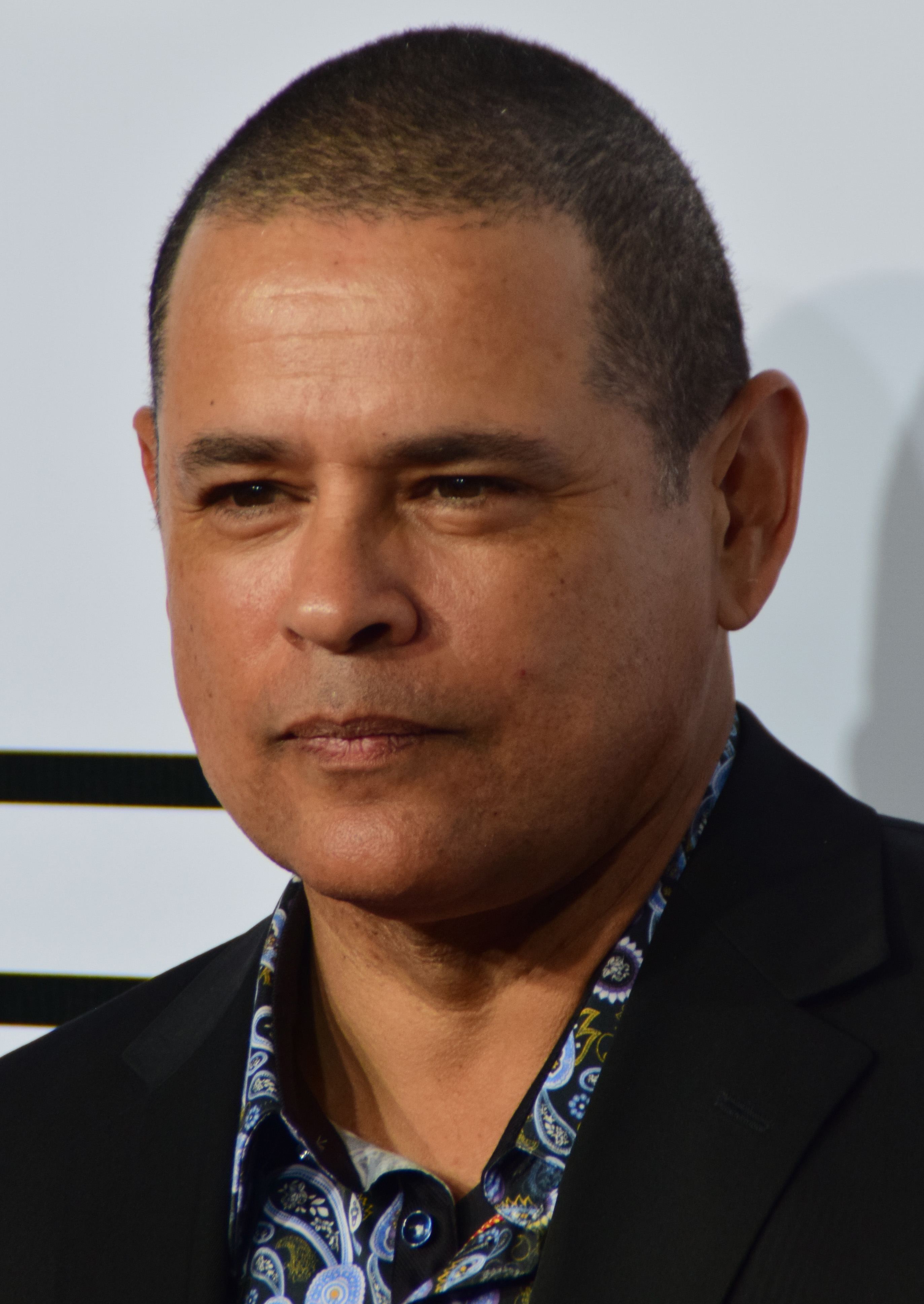

## Зміст
Істина за межами досяжного
Фокс Малдер і Дейна Скаллі розслідують смерть нелегальної мігрантки з Мексики Марії Дорантес, що мешкає в долині Сан-Хоакін поблизу Фресно (Каліфорнія), яка була знайдена мертвою. Несподівано починається гарячий жовтий дощ. Кози поівертаються самі — без Марії; її обличчя частково з'їдено, поруч лежить мертва коза. Марія була об'єктом кохання двох братів, Еладіо та Соледада Буенте; Соледад звинувачує брата у її смерті. Мігранти вважають, що так звана чупакабра несе відповідальність за її смерть, незважаючи на те, що жодна з обставин смерті не нагадує нічого подібного на опис чупакабри чи її дій. Чкаллі вважає це типовою мексиканською мелодрамою. Малдера, при сприянні у справі зі сторони американо-мексиканської INS агента Конрада Лозано, допускають до справи. Фокс намагається відстежити і допитати Еладіо, який лякає інших мігрантів. Тим часом Скаллі виявляє, що Марія була вбита ростом грибів, відомим як аспергіл — її труп весь покритий поростами. Скаллі вважає — імунна система Марії Доранте була знищена пестицидами; тому нешкідливі аспергіли стали смертоносними.
Еладіо втікає під час депортації, вбиваючи водія вантажівки — органчіний шок від загальної грибкової інфекції. Мексиканці вважають Еладіо Буенте Ель Чупакаброю. Клінічний огляд водія показує, що його смерть була спричинена швидким зростанням трихофітона — грибка стопи атлета. Скаллі доставляє зразки фатальних грибів до міколога — він виявляє, що їх аномально швидкий ріст був викликаний невпізнанним ферментом. Це одкровення спонукає Скаллі підозрювати Еладіо у несвідомому носінні ферменту, що потребує його негайного захоплення. Еладіо, який прагне повернутися до Мексики, зустрічається з двоюрідною Габріелою, щоб попросити гроші. Він цілий день працює з бригадиром будівництва, щоб заробити гроші. Соледад йде за ним, прагнучи його вбити, але знаходить бригадира мертвим. Еладіо втікає у вантажівці бригадира і прямує до продуктового магазину, де працює Габріела, поширюючи ріст грибів.
Малдер повідомляє Скаллі свою теорію про падіння боліда. Еладіо втікає у автомобілі, що перевозив кіз; всі кози здохди та вкрилися грибковою поволокою. Пізніше агенти стикаються з Соледадом у супермаркеті, виявляючи ще одну мертву жертву грибка.
Еладіо заходить до універсаму «Ла-Ранчера», щоб побачити Габріелу, на обличчі у нього струпи; горішки покрилися пліснявою після його доторку. Вгенти в засідці біля будинку Габріели пізнім часом дочікуються Соледада. Еладіо і Габріела розмовляють телефоном. Соледад приїздить до Габріели, але до цього часу вона деформувалася від смертельного грибкового ураження.
Насправді Еладіо повернувся до табору, де померла Марія; Лозано намагається підштовхнути Соледада до вбивства брата. Соледад виявляє, що не може цього зробити, і Лозано бореться з ним. Агент INS помирає від вистрелу пістолета, його лице швидко покривається грибком. Соледад сам стає носієм росту грибка і тікає з Еладіо до Мексики.
Чупакабра поруч, але це нікого не хвилює

## Створення
На сиворення епізоду Джона Шибана наштовхнули спогади про довгі шереги робітників-мігрантів на полуничних полях поряд з автострадою поблизу Великого Лос-Анджелеса. Коли Шибан почав працювати над сценарієм, він поєднав спогади з уявленням про дуже небезпечну грибкову інфекцію та елементами латиноамериканського міфу «чупакабра» (про який він спочатку прочитав у статті в «Лос-Анджелес Таймс». Початкові версії історії містили дитину, згодом — водія вантажівки як переносника інфекції, перш ніж Шибан зупинився на персонажі Еладіо. Коли історія Шибана компонувалася, Кріс Картер вирішив назвати епізод «El Mundo Gira» (світ перевертається), що є прямим посиланням на популярну американську телевізійну мильну оперу «Як обертається світ». Лозано був зображений панамським співаком, актором та політиком Рубеном Блейдсом, якого Картер давно хотів зняти в епізоді. За збігом обставин Реймонд Крус та Сімі Мехта — актори, які грали ролі Еладіо та Габріель — були в романтичних стосунках на час зйомок, а згодом одружилися.
Розробляючи сценарій для епізоду, Шибан провів якийсь час у центрі імміграції та служби натуралізації в імміграційному центрі у Сан-Педро (штат Каліфорнія). Він спостерігав, як діяли та поводилися з іммігрантами. Письменник зауважив, що багато з іммігрантів відмовились давати агентам INS справжні імена, це знайшло відображення в наступному епізоді. Зйомки серії були тимчасово відкладені, коли випав сніг на місці табору за день до того, як почалося виробництво.

## Сприйняття
Вперше показаний у Великій Британії на «BBC One» 19 листопада 1997 року.
Епізод отримав змішані та негативні відгуки критиків. Оглядач The A.V. Club позитивно оцінив епізод на «B»; він вважав його захоплюючим для перегляду. Кейт Топпінг критикував епізод у своїй книзі «Можливості X-Treme», назвавши його «жахливим із важкою рукою, спробою скандалу в соціальному коментарі» та оцінив як найгіршу чстину четвертого сезону. Роберт Ширман та Ларс Пірсон у книзі «Хочемо повірити: Критичний посібник із X-файлів, Мілленіуму та Самотніх стрільців» оцінили епізод 1 зіркою із 5. Оглядачка Cinefantastique оцінила епізод негативно — 1 зірка з 4.

## Знімались
| Актор             | Роль                |
| ----------------- | ------------------- |
| Девід Духовни     | Фокс Малдер         |
| Джилліан Андерсон | Дейна Скаллі        |
| Мітч Піледжі      | Волтер Скіннер      |
| Рубен Блейдс      | Конрад Лозано       |
| Реймонд Крус      | Еладіо Буенте       |
| Хосе Йєнке        | Соледад Буенте      |
| Ліліан Герст      | Флакіта             |
| Майкл Копса       | Рік Калвер          |
| Тоні Дін Сміт     | службовець магазину |